# Naser Aliji
Naser Ismail Aliji (* 27. Dezember 1993 in Skopje, Mazedonien) ist ein albanischer Fussballspieler, der auch die Schweizer und die nordmazedonische Staatsbürgerschaft besitzt. Er spielt hauptsächlich auf der Position des linken Aussenverteidigers.

## Karriere

### Vereine
Aliji wurde in Skopje, Mazedonien, als Sohn von Eltern aus der albanischen Minderheit geboren. Er lebte dort, bis er vier Jahre alt war und zog dann mit seiner Mutter in die Schweiz. Dort begann er mit dem Fussballspielen beim FC Baden. Im Alter von neun Jahren ging er zum FC Aarau und schloss sich im Jahr 2008 dem FC Basel an. Für den FC Basel gab Aliji sein Debüt in der Super League am 16. März 2014 im Spiel gegen den FC Aarau (5:0). Am 15. Januar 2015 wurde er an den FC Vaduz verliehen. Nach dem Ende der Saison wurde die Leihe verlängert. Während der Saison 2015/16 verletzten sich die beiden Linksverteidiger des FC Basel, sodass er vorzeitig zurückgeholt wurde. Unter Trainer Urs Fischer gewann Aliji am Ende der Saison 2015/16 zum dritten Mal den Meistertitel mit dem FCB.
Zur Saison 2016/17 wechselte Aliji zum 1. FC Kaiserslautern in die 2. Bundesliga. Nachdem er in den ersten Spielen der folgenden Saison 2017/18 nicht berücksichtigt worden war, einigten sich der Verein und Aliji Ende August auf eine Vertragsauflösung. Danach war Aliji ein halbes Jahr vereinslos, ehe er sich im Januar 2018 für sechs Monate dem italienischen Klub Virtus Entella in der Serie B anschloss. Dann spielte er ein Jahr für Dinamo Bukarest und seit August 2019 steht er bei Honvéd Budapest unter Vertrag.

### Nationalmannschaften
Aliji spielte von 2007 bis 2014 insgesamt zwölf Mal für diverse Schweizer Junioren-Nationalmannschaften und erzielte dabei ein Tor.
Im Jahr 2015 absolvierte er sein Debüt für die albanische Nationalmannschaft in einem Freundschaftsspiel gegen Frankreich. Bei der Fussball-Europameisterschaft 2016 in Frankreich wurde er in das albanische Aufgebot aufgenommen, blieb aber ohne Einsatz.

## Titel und Erfolge
FC Basel
- Schweizer Meister: 2013/14, 2014/15, 2015/16

FC Vaduz
- Liechtensteiner Cupsieger: 2014/15